# Hässelbyholm

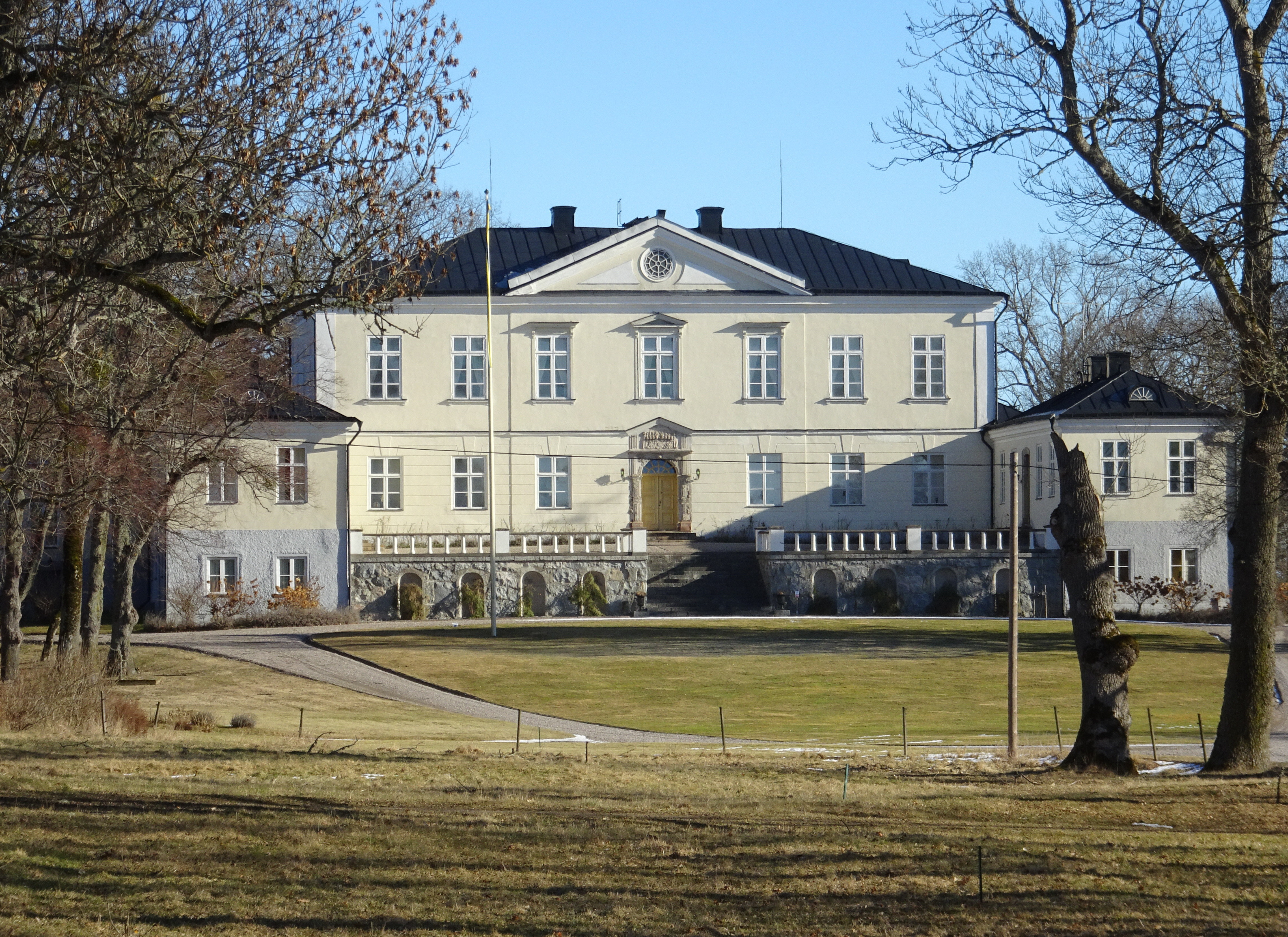
Hässelbyholms slott sett från söder, mars 2022.

Hässelbyholm (äldre stavning Hesselbyholm) är ett slott och ett före detta fideikommiss i Fogdö socken, Strängnäs kommun. Egendomen ligger på halvön Fogdön vid Mälaren. Slottet är i privat ägo och inte tillgängligt för allmänheten.

## Historia

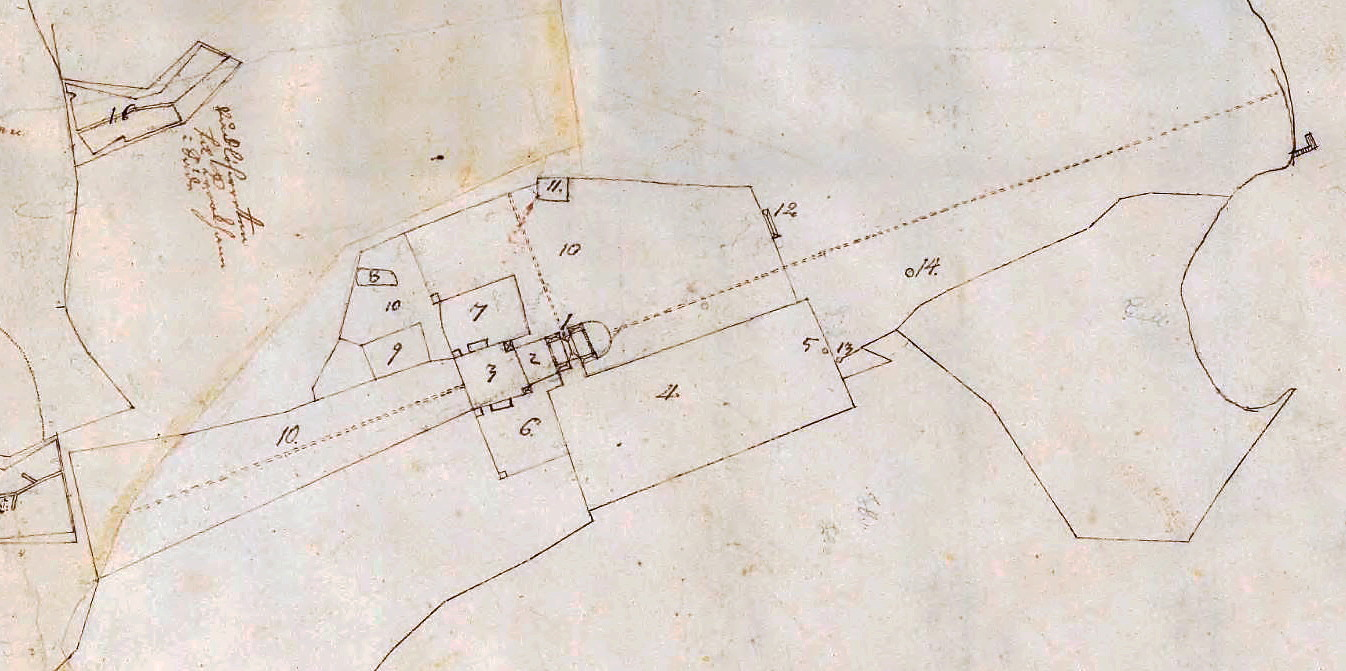
Slottsanläggningen 1724.
1: slottet, 10: centralaxeln.

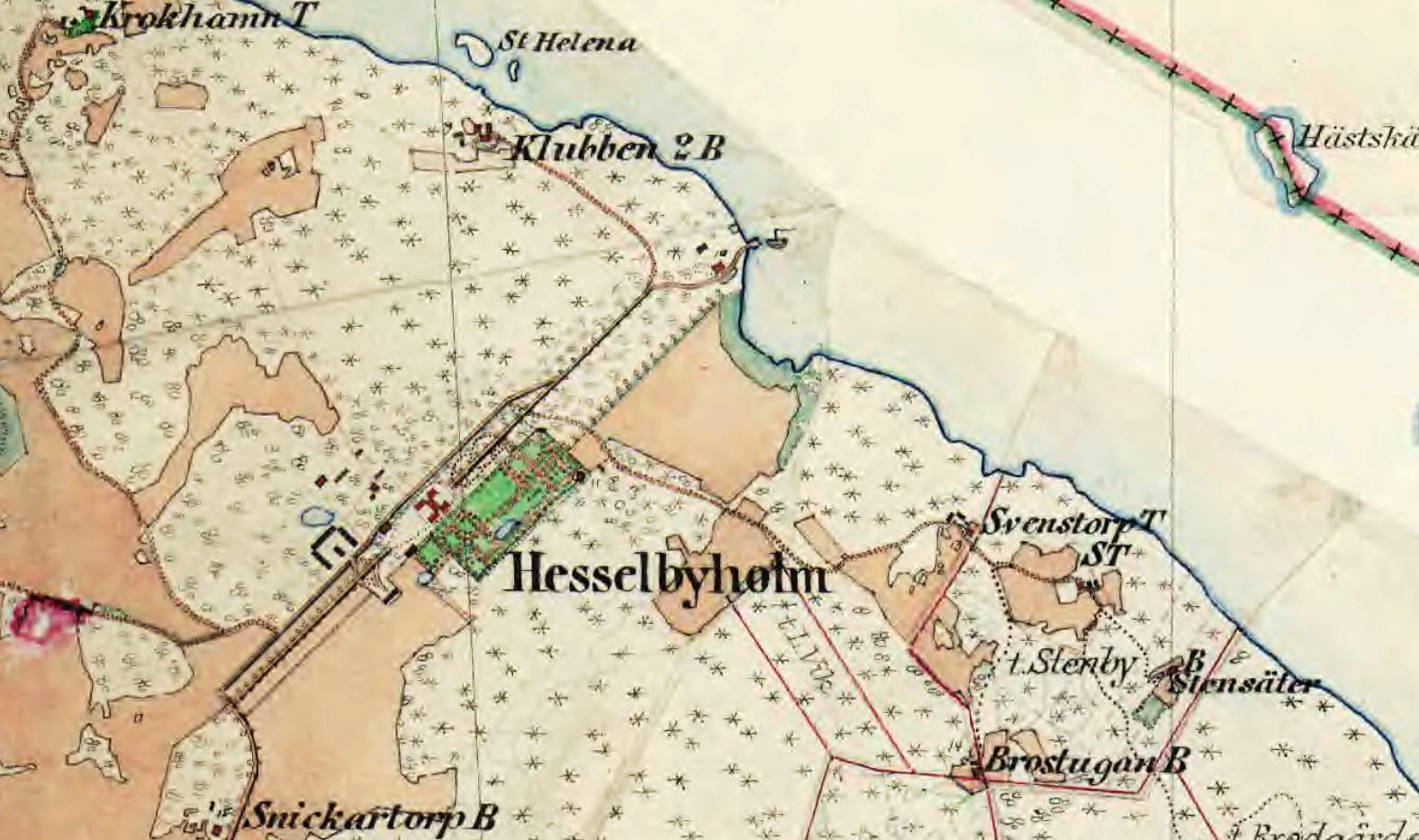
Slottsanläggningen på 1890-talet.

Hässelbyholm har uppkommit av de sammanslagna gårdarna Hässelby och Ekeby. Verner Brunke (Werner Brunkow) sålde 1279 Ekeby till biskopen i Strängnäs, Anund. Hässelbyholm tillhörde efter mitten av 1300-talet Vårfruberga kloster. Vid reformationen kom det till kronan genom att riksrådet Folke Gregerssons (död 1507) änka Brita Hansdotter Tott 1539 bytte bort Ekeby, Hässelby och Väsby.
Gårdarna ärvdes av hertig Karl, som 1594 skänkte bort gårdarna Hässelby, Ekeby och Kynnersberg. 1651 kom gårdarna genom köp till fältmarskalken friherre Gustaf Adolf Leijonhufvud. Enligt hans testamente började hans änka, grevinnan Kristina Katarina De la Gardie, bygga slottet samma år som maken avled. När hon gifte sig på nytt tillföll godset riksamiral greve Gustaf Otto Stenbock. Han bildade det nuvarande herresätet och gav det namnet Hesselbyholm (Hässelbyholm). 
Senare ägdes godset av Stenbocks styvson greve Gustaf Mauritz Lewenhaupt (död 1700) och därefter av dennes måg landshövdingen greve Michael Törnflycht. Då han avlidit, 1738, sålde hans änka Magdalena Hässelbyholm till hans syster Christina Piper, som var änka efter greve Carl Piper.
År 1747 gjorde hon Hässelbyholm till fideikommiss för sin dotterdotter grevinnan Eva Charlotta Bielke och hennes arvingar. Hennes man, friherre Fredrik Gustav Gyllenkrok, fick 1779 regeringens tillstånd att överflytta fideikommisset från Hässelbyholm till Björnstorps gods i Skåne. Därefter sålde han Hässelbyholm till landshövding Sven Liljencrantz. Denne utvidgade godset och förordnade 1796, att Hässelbyholm skulle vara fideikommiss inom hans ätt. 
Fideikommisset omvandlades till penningfideikommiss när godset 1916 såldes av överste Ludvig Filip Liljencrantz till disponent Arvid Hernmarck. Denne sålde egendomen 1924 till hovrättsnotarien Ingemar Widebäck som var uppdragsman åt Södermanlands Enskilda Bank där godset var intecknat. Nästa ägare var den finländska godsägaren Per Kasten Sandmark som innehade Hässelbyholm (i reducerat skick) mellan 1937 och 1958. Därefter förvärvades egendomen av direktör Olle Olsson grundare av Olle Olsson Bolagen AB. Nuvarande (2022) ägare är sonen Per Olof Olsson (född 1944) som övertog egendomen på 1970-talet.
Hesselbyholm drivs som en enskild firma vars verksamhet är jordbruks- och skogsbruksrörelse samt äga och förvalta fast och lös egendom. Styrelsen består av Per Olof Olsson. Omkring 1970 omfattade Hässelbyholms ägor en areal om 750 hektar mark varav 200 hektar var odlad mark.
Hässelbyholm skildras av Albert Engström under namnet Ränningehus, i boken med samma namn, utgiven 1920. Det fiktiva namnet Ränningehus tog sin inspiration av den närbelägna fornborgen Rällingeborg, som också skildras i boken. Engström var bekant med Arvid Hernmarck, slottets ägare mellan 1916 och 1924, och vistades en längre tid som gäst hos denne någon gång under åren närmast efter första världskriget. Hernmarck figurerar i boken under pseudonymen "Chevalier Arwidius". Ränningehus är en sorts humoristisk skräckroman, vars handling går ut på att bokens skeptiskt lagde huvudperson – Engström själv – får erfara en hel massa spökerier under ett besök på slottet, vilka han dock i det längsta vägrar tro på. Boken innehåller även en mängd skräckromantiska teckningar av slottets interiörer och omgivningar.

## Bebyggelsen och parken

### Huvudbyggnad och flyglar

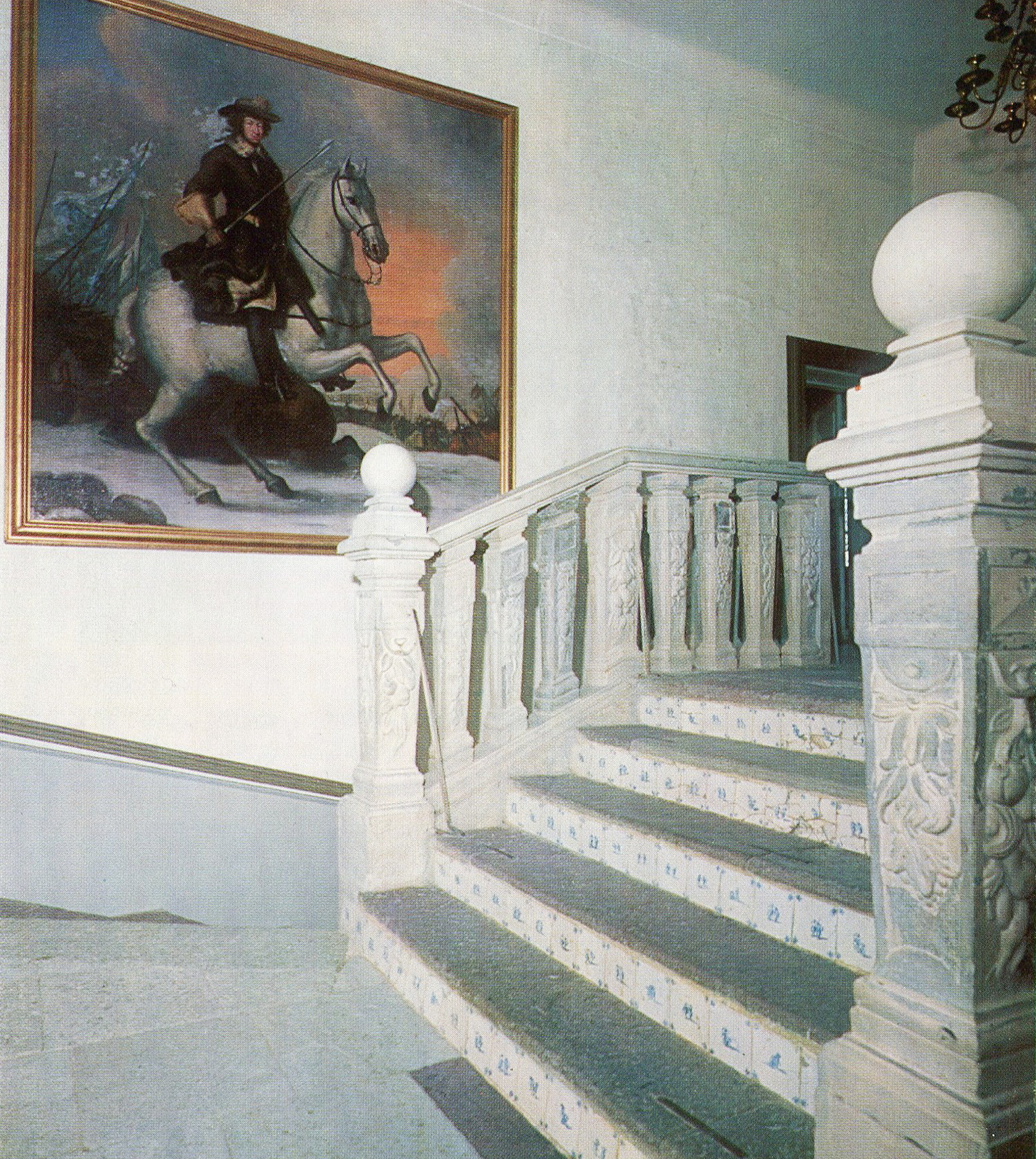
Översta trappan från 1600-talet med sandstensbalustrad, däröver en målning av David Klöcker Ehrenstrahl visande Karl XI.

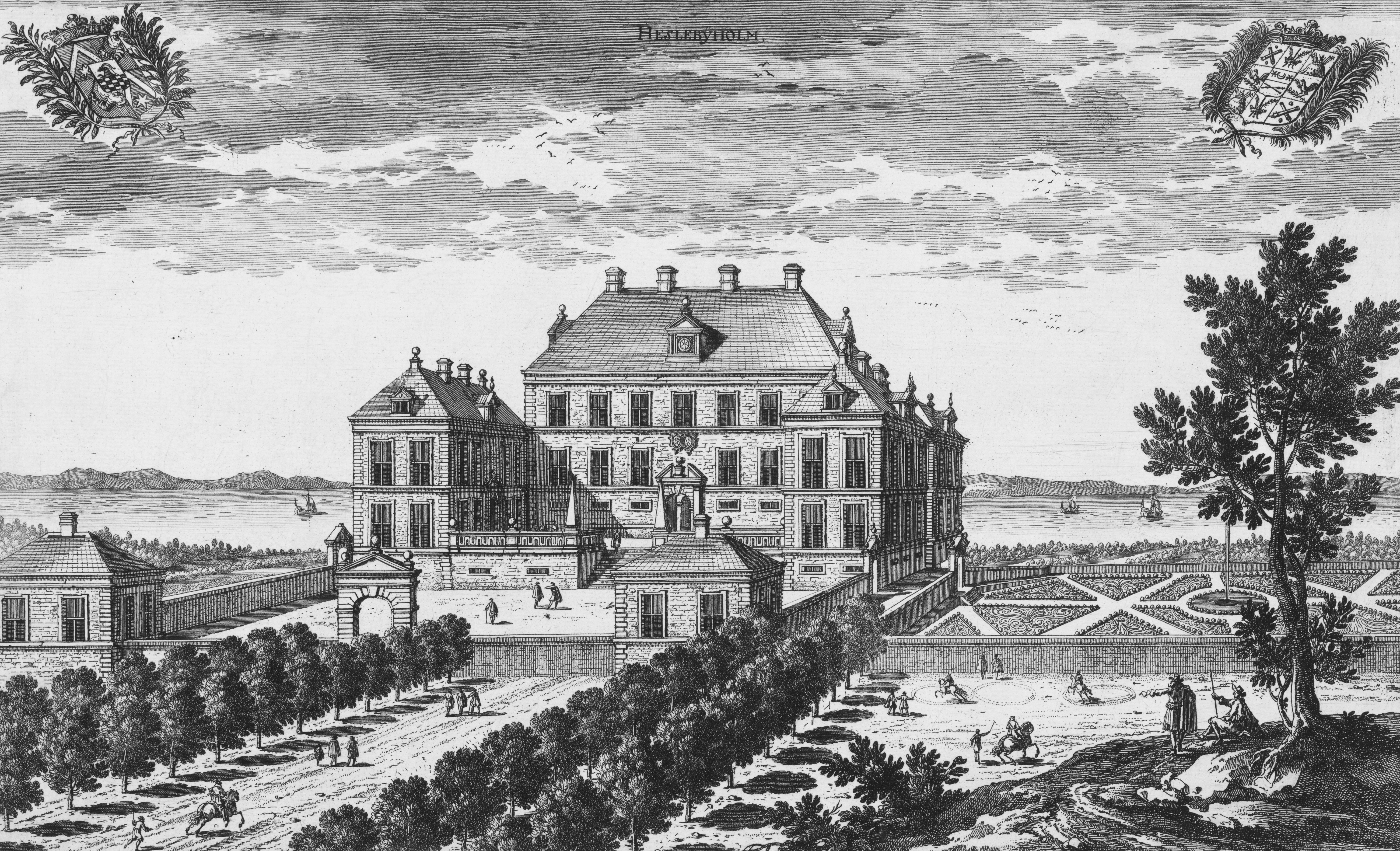
"Heslebyholm" i Sueciaverket.

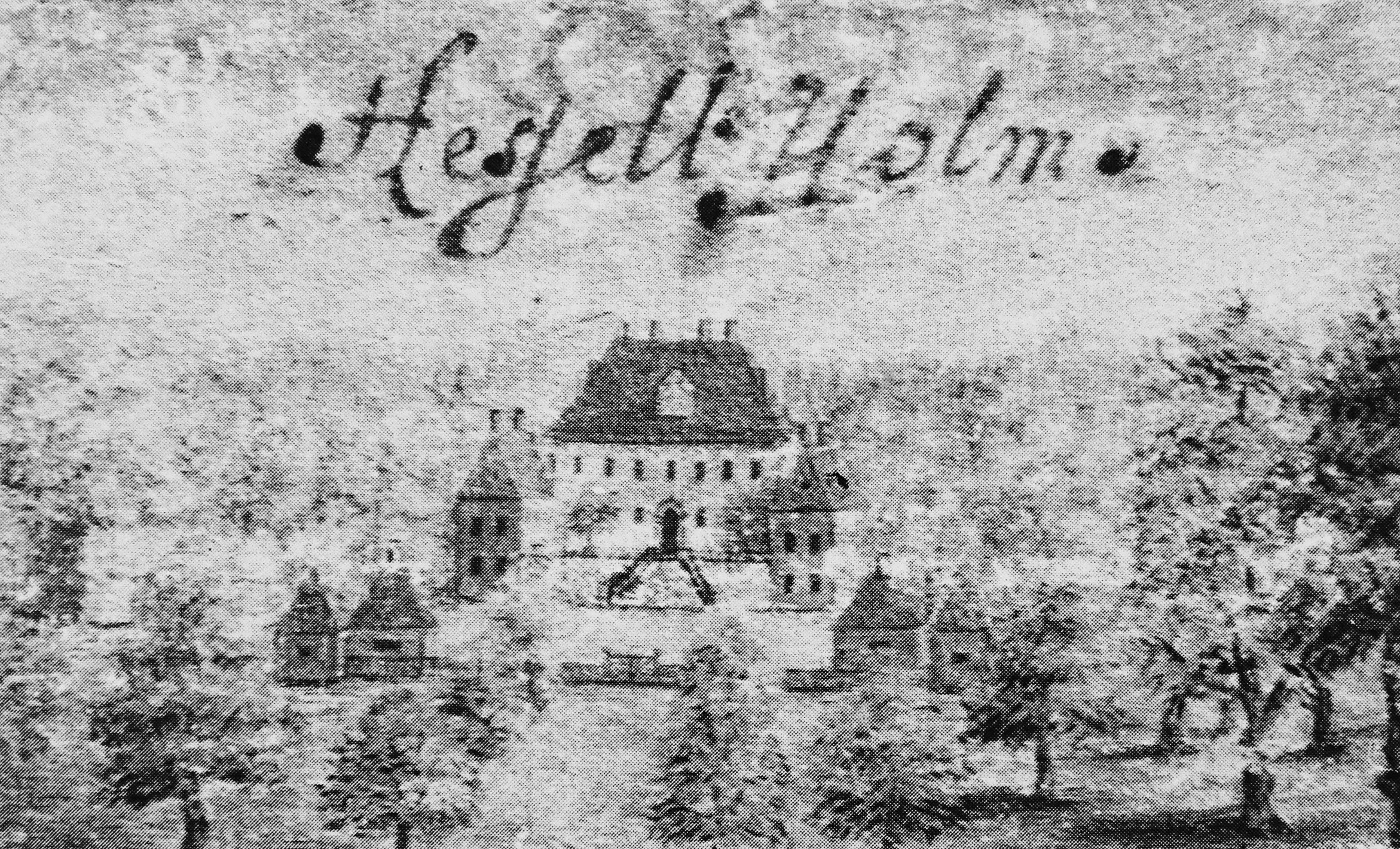
Slottet på Gripenhielms Mälarkarta.

Av bevarade räkenskaper framgår att slottet började byggas 1656. Byggherre var Gustaf Adolf Leijonhufvuds änka Kristina Katarina De la Gardie. En del byggmaterial hade då redan förts fram. Slottets huvudbebyggelse placerades mitt på cirka 1 150 meter lång huvudaxel som i nordväst sluter vid Mälaren. Byggnaden synes ha stått färdig 1663. De fyra yttre flyglarna tillkom i slutet av 1660-talet. 
Hässelbyholms huvudbyggnad hör till högbarockens stora slottsanläggningar. En av de tidigaste avbildningar finns på Gripenhielms Mälarkarta från 1689. Gripenhielms illustration förefaller vara ganska tillförlitlig medan avbildningen i Sueciaverket från 1670-talet är delvis fantasibetonad. Huvudbyggnaden visas med ett högt brant valmat tak som var vanligt förekommande på 1600-talets mitt. 
Fram till 1830-talet behöll slottet sitt ursprungliga utseende då August Wilhelm Stiernstedt (gift med Ulrika Agnes Liljencrantz) lät bygga om huset i nyklassicistisk stil. Ombyggnaden berörde huvudsakligen takets utformning som då fick ett lågt takfall och attika på båda långsidorna samt en balustrad som dolde taket. Under Per Kasten Sandmark försvann balustraden och attikan, bara frontonerna bibehölls. 
Huvudportalen är bevarad i ursprungligt skick. Den är skulpterad i sandsten med broskornamentik och kröns av ett överstycke som visar Lewenhaupts, De la Gardies och Stenbocks vapen. Däröver syns ett band med ett antal bokstäver: G(ustaf), A(dolf), L(ejon), H(ufvud), G(refve), T(ill), R(ase), B(org), C(hristina), C(atharina), D(e), L(a) G(ardie), B(oren), G(refve), D(otter), T(ill), L(eckö), G(ustaf), O(tto), S(ten) (Bock), G (refve), T(ill), B(oge), S(und). Av räkenskaper från 1860-talet framgår att skulptörerna var Stockholmsmästarna Didrik Blume och Christian Pfundt.
Huvudbyggnaden omges av fyra flyglar. Åt gårdssidan förenas de av en hög gråstensterrass med nischer. Den högra gårds- och den vänstra parkflygeln användes som ekonomiutrymmen. Den vänstra gårdsflygeln var på landshövdingen Mikael Törnflychts tid länets kansli och kontor och källaren användes som länsfängelset. Här begicks även ett mord som gav upphov till berättelser om märkliga händelser på slottet. Exempelvis finns i ett fönsterbleck utanför ett av fönstren i flygeln inristat: Then 20 Dec. 1726 kl. 4 ef t.m. mördades i tlienne kammare ett barn af thes eghen moder A. P. D.. Enligt en sägen är det här Hässelbyholms ”Vita Frun” håller till.

### Historiska bilder

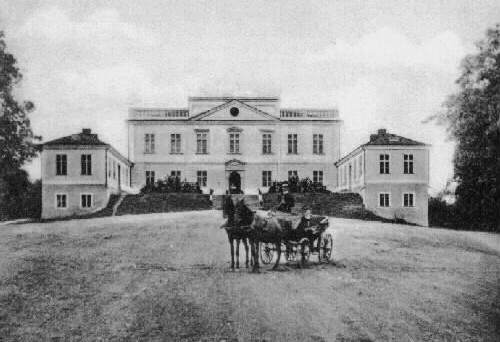
Huvudbyggnad med takbalustrad.
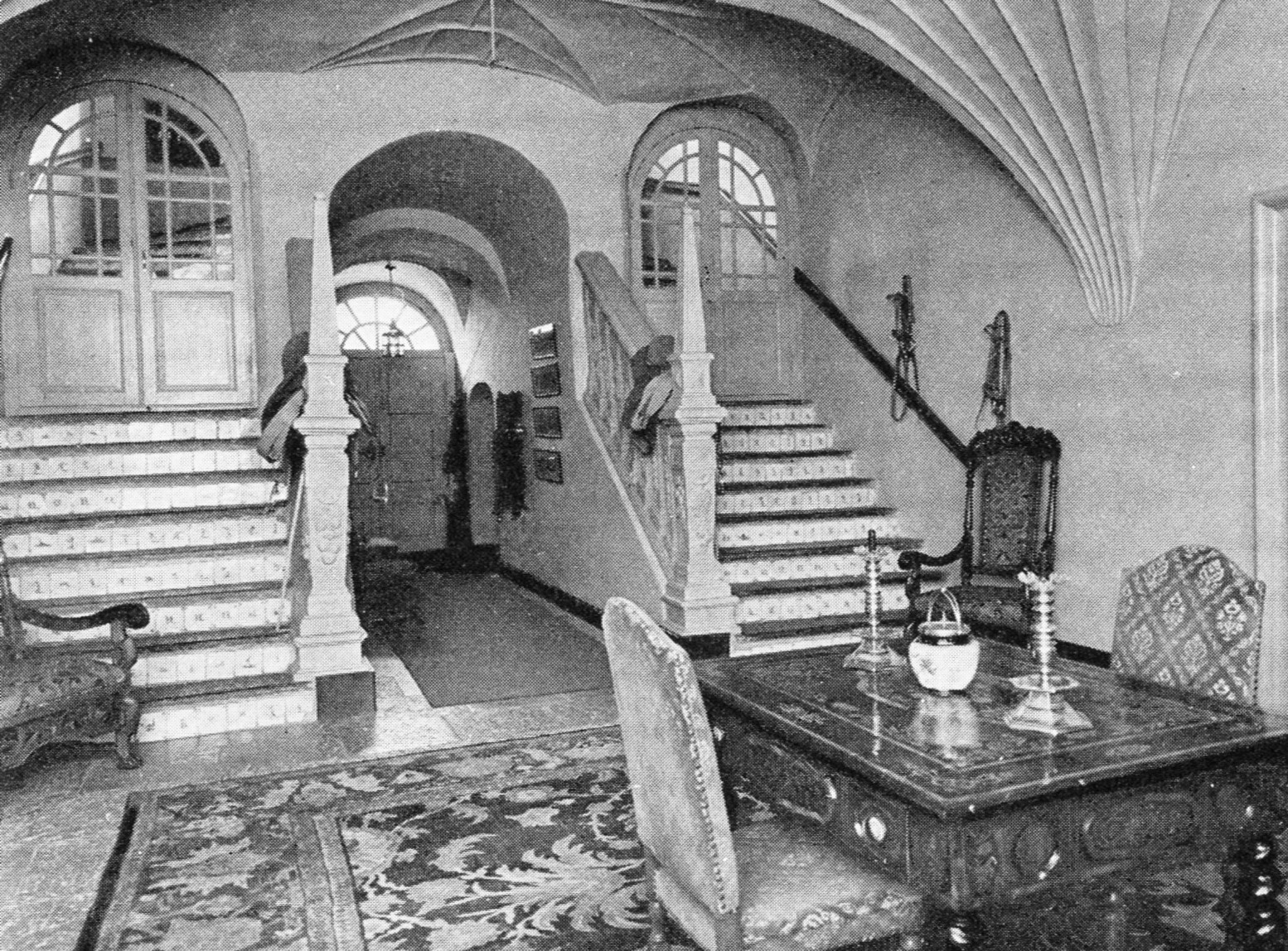
Nedre hallen.
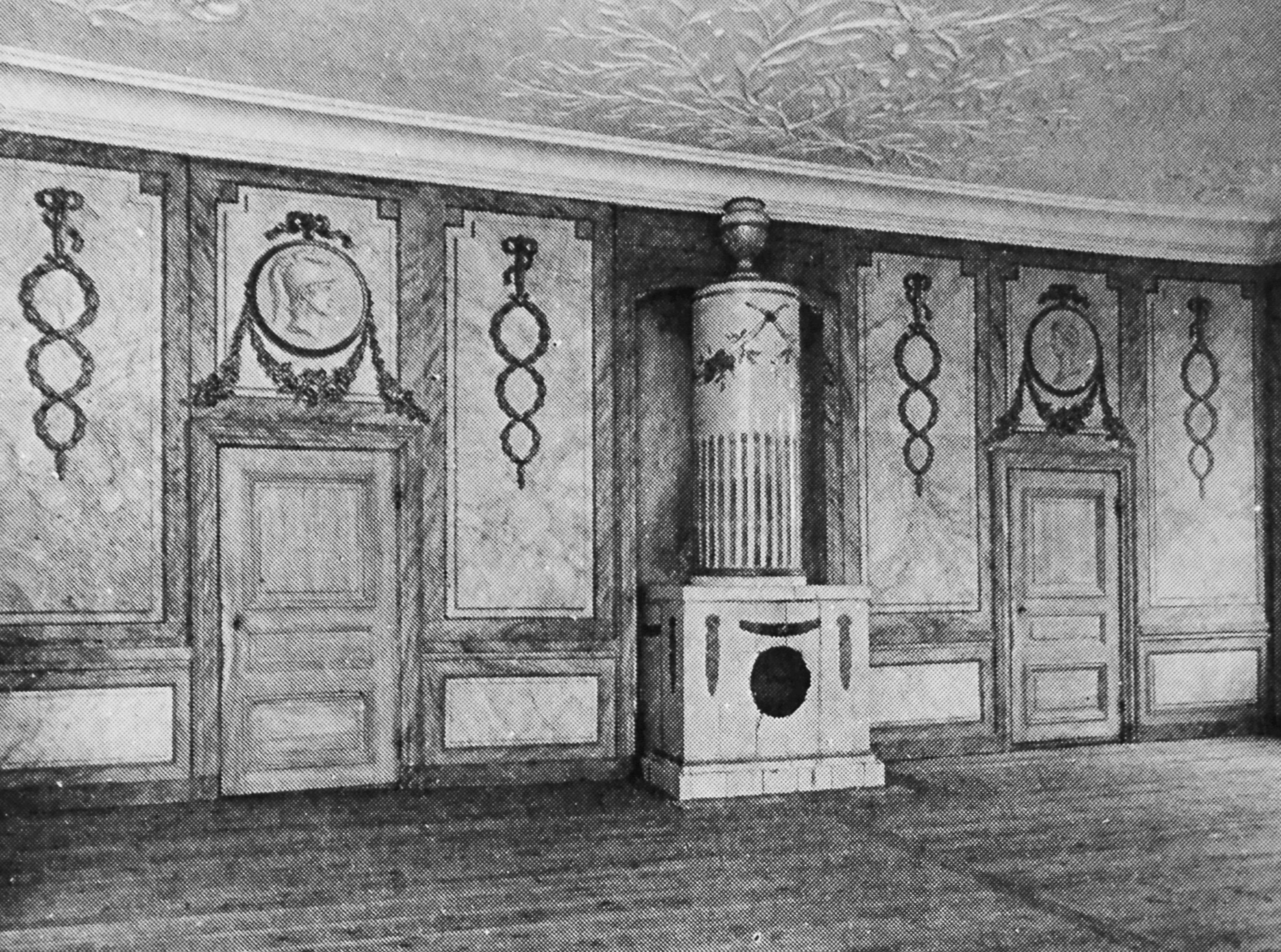
Stora salen i övre våningen.
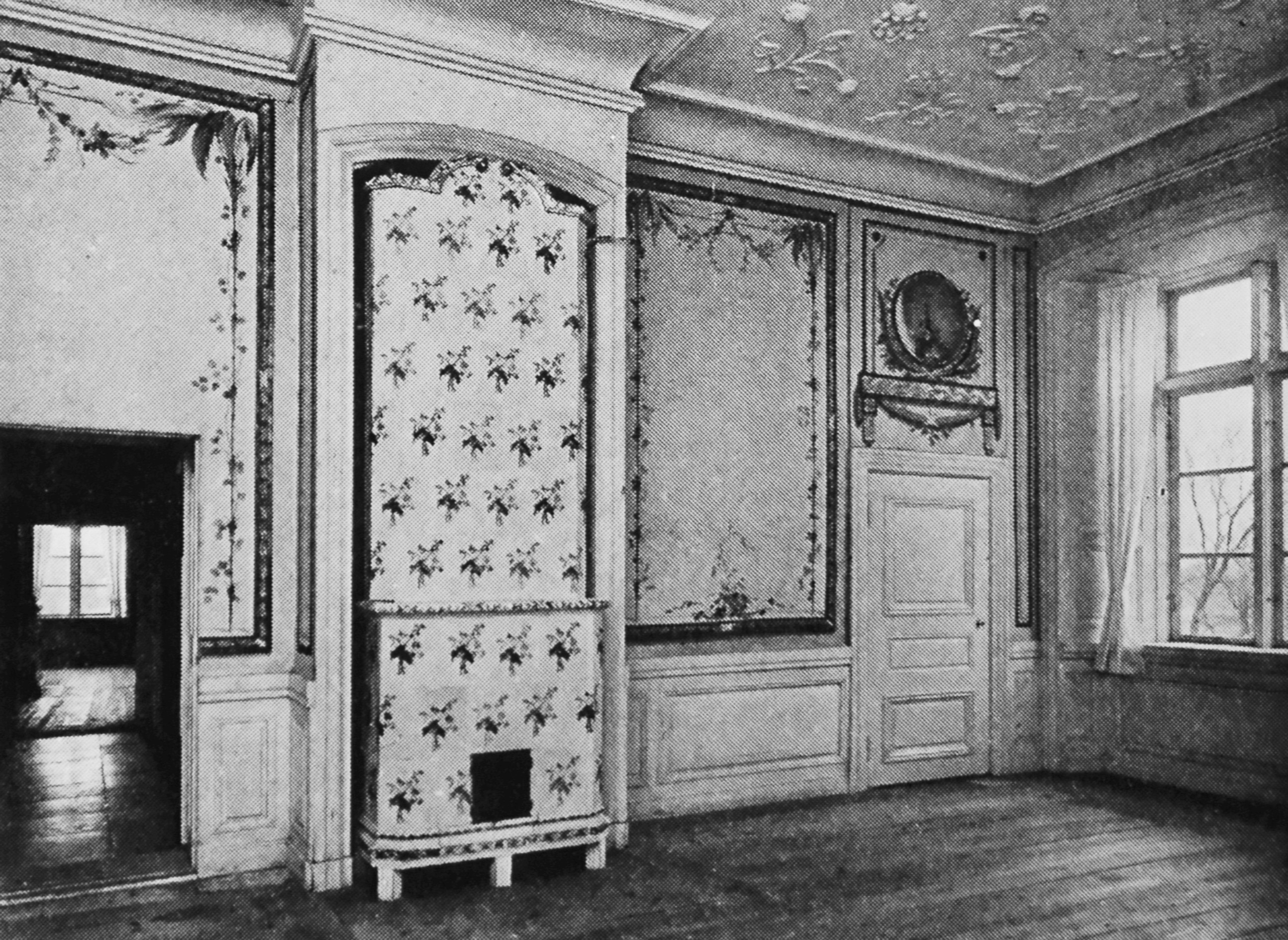
Salongen i övre våningen.
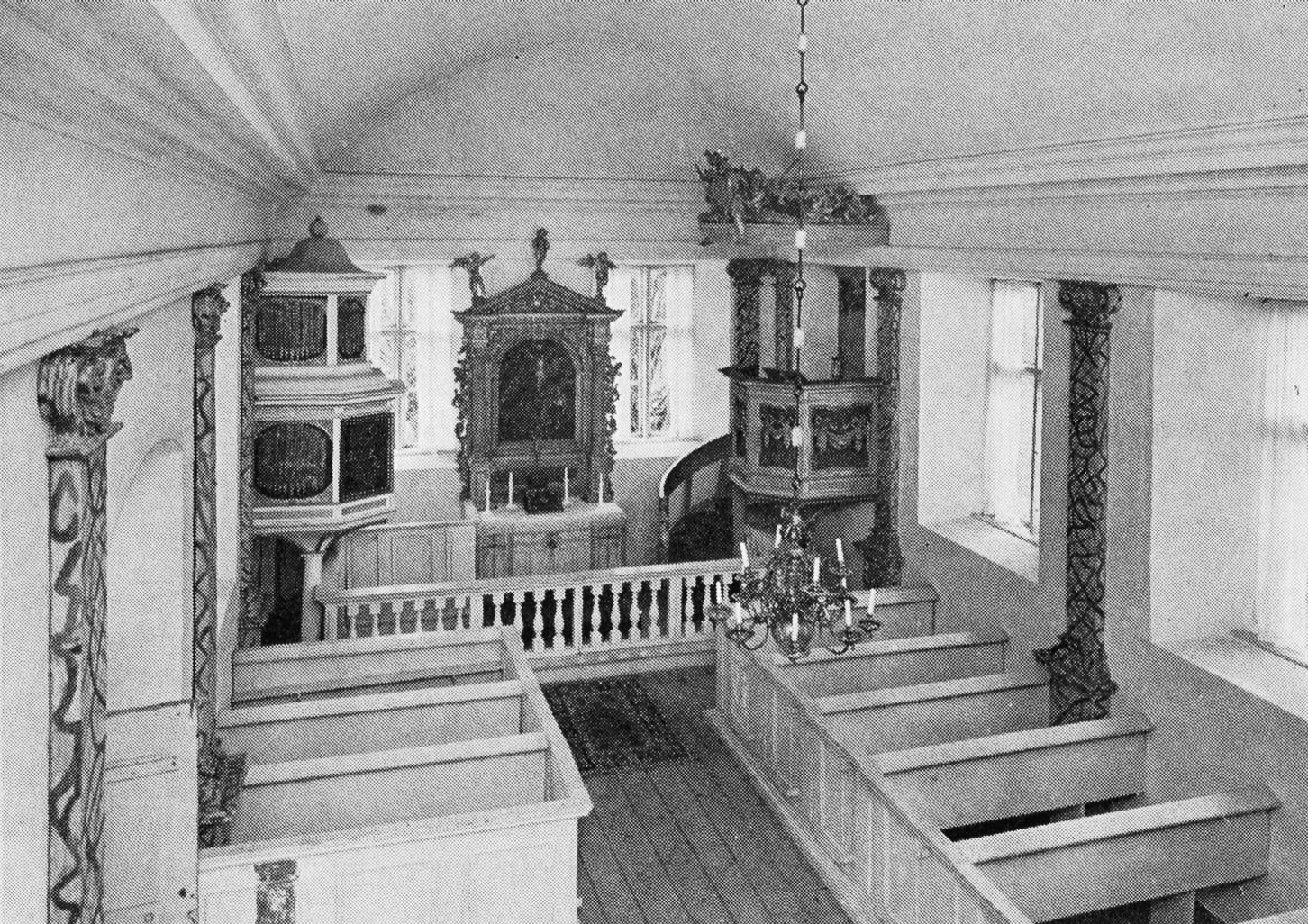
Slottskapellet.

I högra parkflygeln ligger Hässelbyholms slottskapell. Det har en inredning i karolinsk stil tillkommen på 1600-talets mitt under Gustaf Otto Stenbocks tid. Över läktaren märks Stenbocks vapen. Orgeln och predikstolen är placerade mittemot varandra. Altaruppsatsen, visande korsfästelsen, är ett krigsbyte från staden Olmütz i Tjeckoslovakien under 1640-talet. Övrig inredning härstammar från 1700-talets förra hälft. Åt norr mot Mälaren fanns ursprungligen ytterligare ett fristående flygelpar. Den ena innehöll slottets bibliotek medan den andra var bastu med två rum. Flyglarna revs på 1850-talet under Stiernstedts tid. Biblioteket skänktes till svenska staten.

### Övriga byggnader
Gårdens ekonomibyggnader låg tidigare direkt väster om huvudbyggnaden. Numera finns dessa lite längre söderut vid Snickartorp bestående av en stallänga i sten och en trälänga. Mittemot ligger Kvarnbacken med lämningar efter en väderkvarn. Strax söder därom står gårdens fyra arbetarbostäder uppradade längs en kort bruksgata, tillkomna i början av 1900-talet.

### Parken
Parken och fruktträdgården anordnades öster om slottsbebyggelsen. På Häradsekonomiska kartan från 1890-talet syns den geometriska anläggningen med en rak allé mot Mälaren fortfarande intakt. Idag finns inte ett spår kvar och gården omges av fritt växande träd.

### Nutida bilder

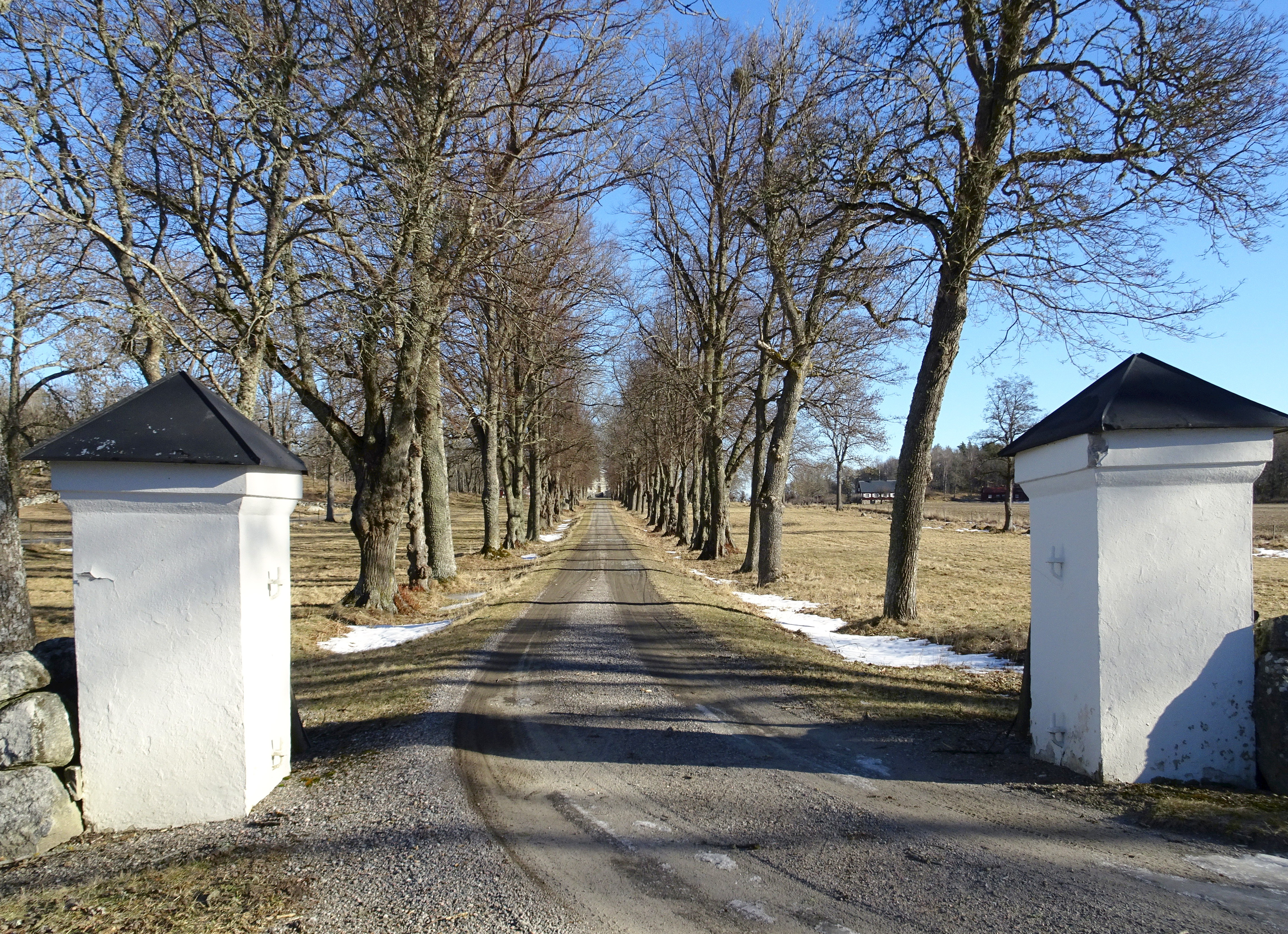
Allén mot norr.
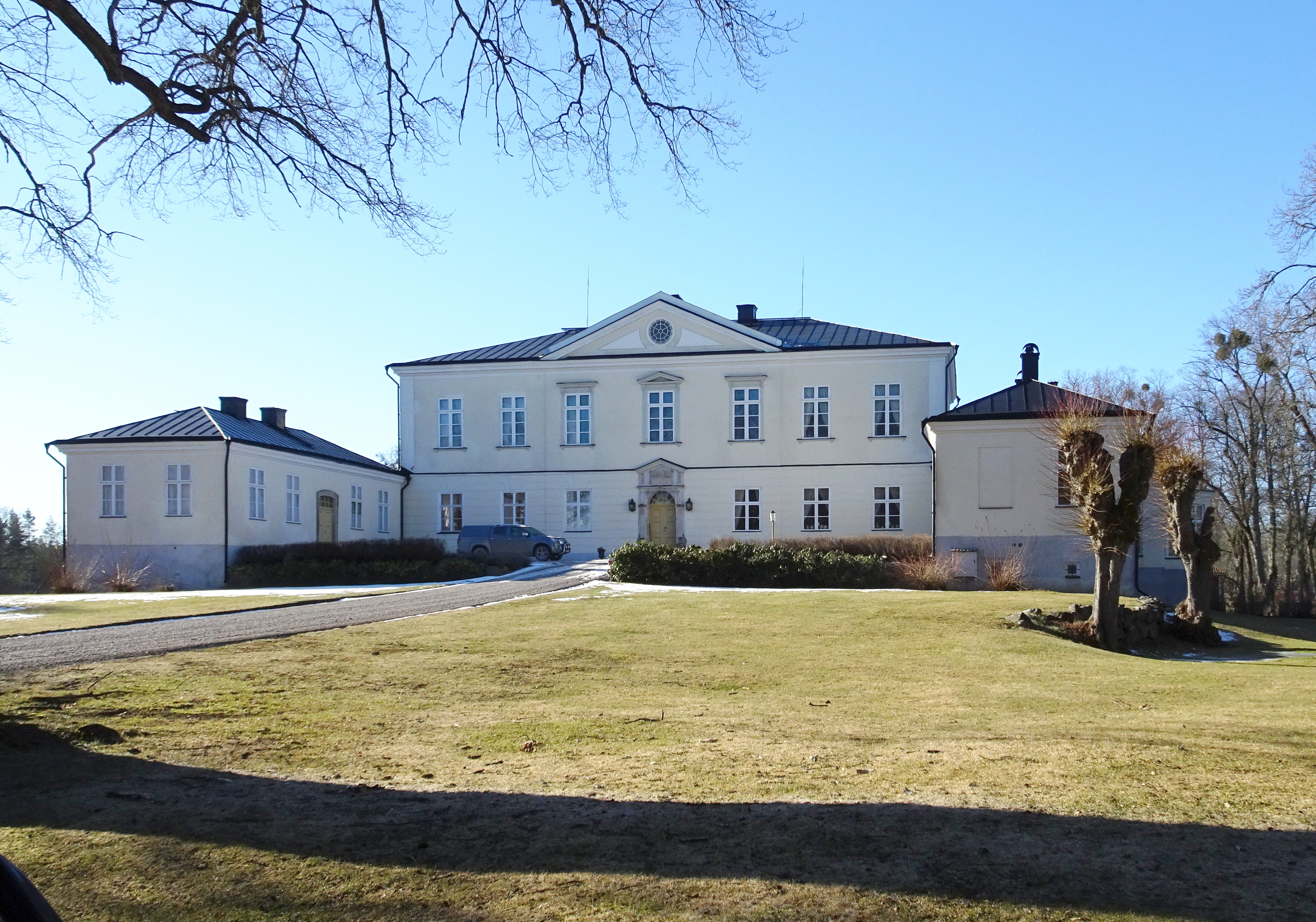
Slottets fasader mot norr.
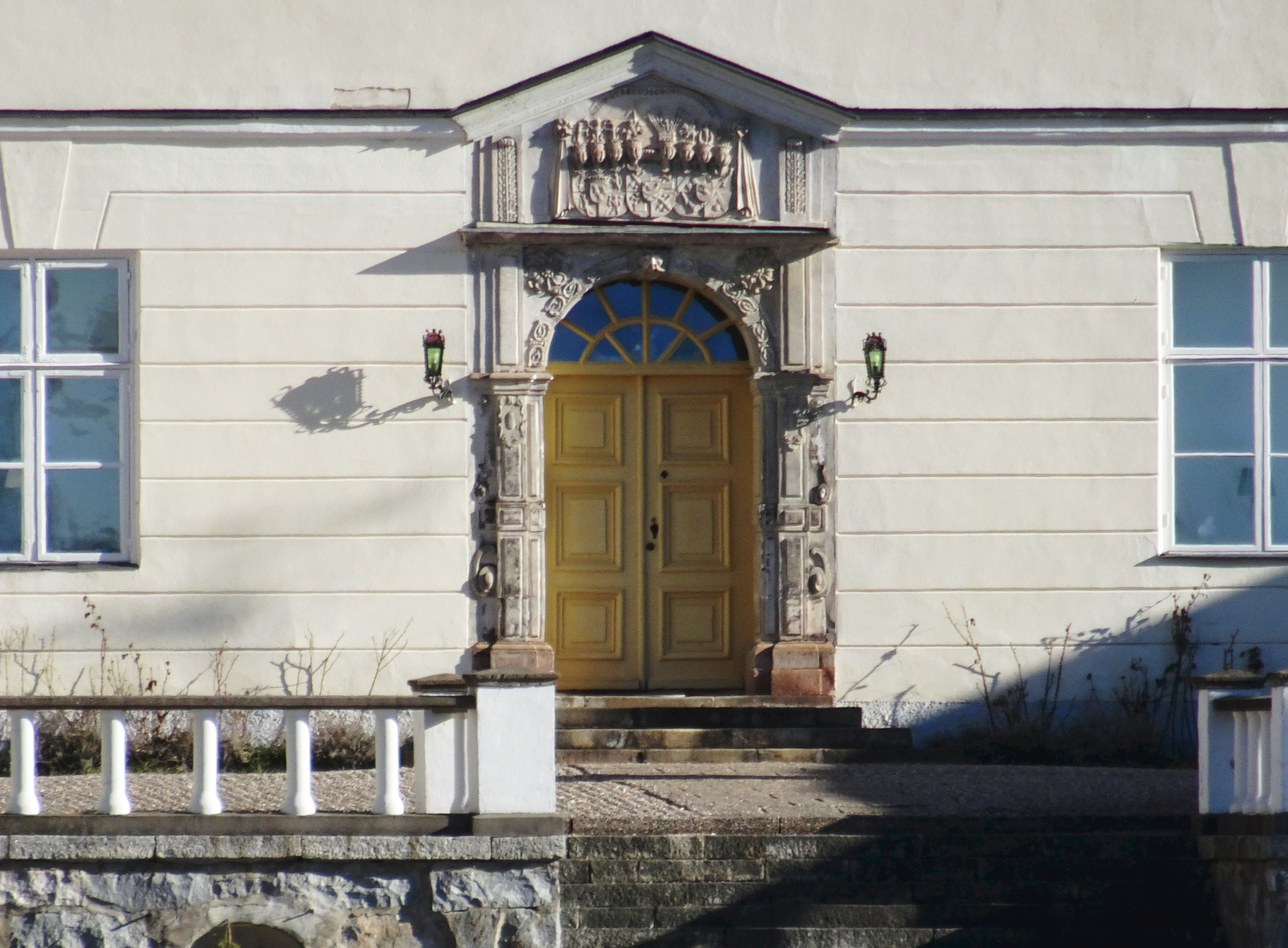
Huvudportalen.
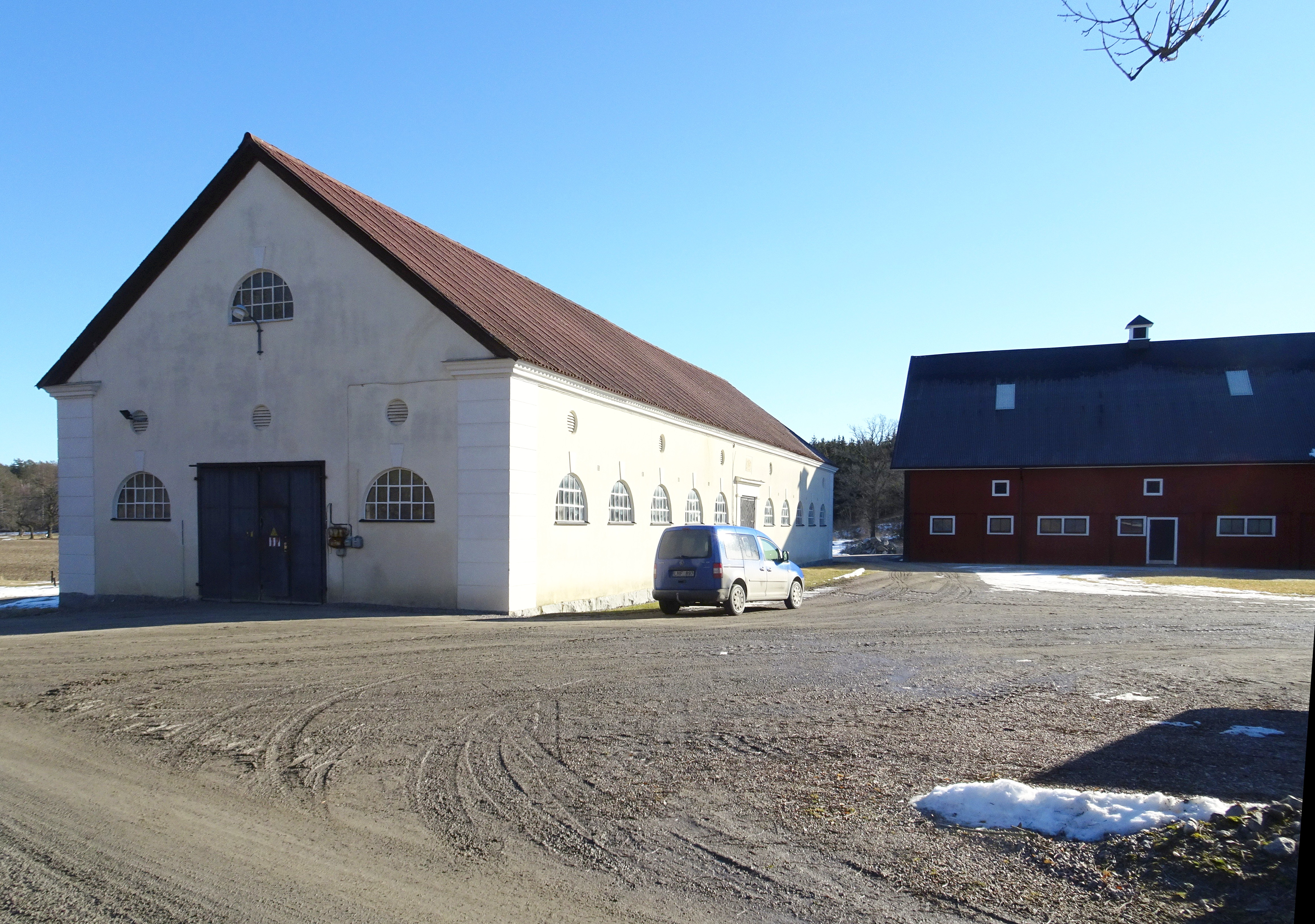
Stenstallet.
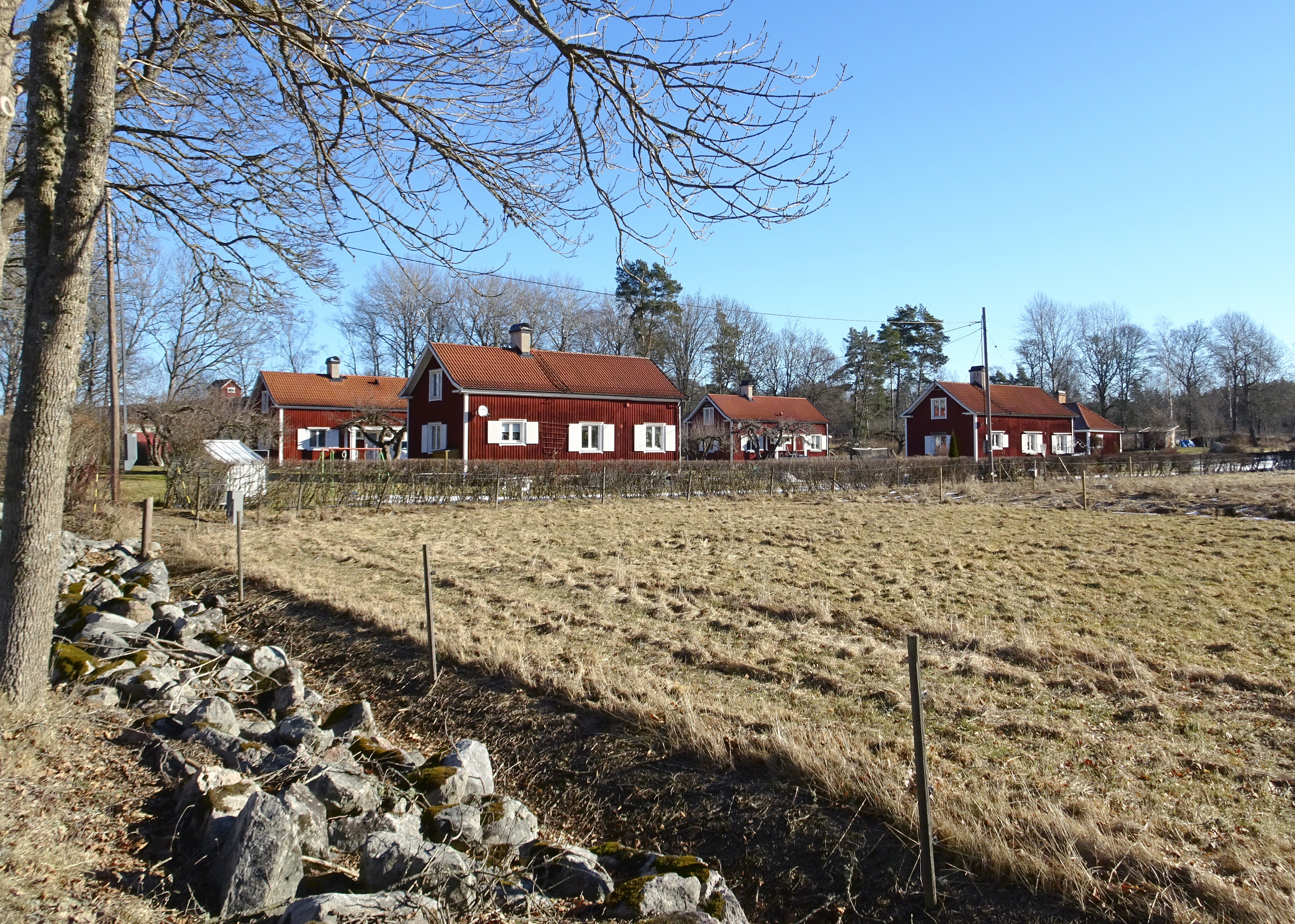
Arbetarbostäder.

## Ur ägarelängden

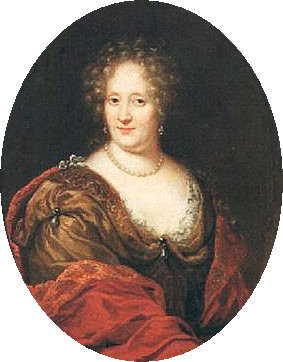
Kristina Katarina de la Gardie lät uppföra slottet mellan 1656 och 1663.

- 1279:	Verner Brunke som gåva av Magnus Ladulås
- 1300-tal: Biskop Anund i Strängnäs (genom köp)
- 1400-tal: Vårfruberga nunnekloster
- 1528:	Brita Hansdotter Tott
- 1539:	Gustav Vasa (genom byte)
- 1560:	Hertig Karl (genom arv)
- 1560:	Carl Persson (genom förläning)
- 1584:	Christer Hane (genom förläning)
- 1594:	Ingrid Björnsdotter (föregåendes änka)
- 1645:	Christina Verdelet (föregåendes dotter)
- 1651:	Jacob De la Gardie (genom köp)
- 1652:	Christina De la Gardie, gift Lewenhaupt samt Stenbock (föregåendes dotter)
- 1685:	Gustaf Mauritz Lewenhaupt (föregåendes son)
- 1700:	Magdalena Lewenhaupt, gift med Mikael Törnflycht (föregåendes dotter)
- 1744:	Christina Piper (född Törnflycht) (Mikael Törnflychts syster, genom köp)
- 1752:	Eva Charlotta Bielke (föregåendes dotterdotter, via fideikommiss)
- 1779:	Sven Liljencrantz (genom köp, fideikommiss inom friherrliga ätten Liljencrantz)
- 1797:	Gustaf Adolf Liljencrantz (genom lottning)
- 1832:	Ulrika Agnes, gift Stiernstedt (föregåendes dotter)
- 1900:	Johan Ludvig Filip Liljencrantz
- 1916:	Arvid Hernmarck
- 1924:	Södermanlands Enskilda Bank
- 1937:	Per Kasten Sanmark
- 1958:	Olle Olsson
- 1970-tal: Per Olof Olsson